# Campeonato Europeu Júnior de Atletismo de 1993
O Campeonato Europeu Júnior de Atletismo de 1993 foi a 12ª edição do torneio organizada pela Associação Europeia de Atletismo para atletas com menos de vinte anos, classificados como Júnior. O evento foi realizado no Estádio Kaftanzoglio em San Sebastián na Espanha, entre 29 de julho e 1 de agosto de 1993. Essa edição ficou marcada pela primeira participação da Rússia após fim da União Soviética, além do destaque do Reino Unido com 13 medalhas, sendo 8 de ouro. 

## Resultados
Esses foram os resultados do campeonato. 

### Masculino
| Evento                       | Ouro                                                                 | Ouro     | Prata                                                                               | Prata    | Bronze                                                                                    | Bronze   |
| ---------------------------- | -------------------------------------------------------------------- | -------- | ----------------------------------------------------------------------------------- | -------- | ----------------------------------------------------------------------------------------- | -------- |
| 100 m                        | Danny Joyce · Reino Unido                                            | 10.63    | Rafael Gruszecki · Alemanha                                                         | 10.64    | Ejike Wodu · Reino Unido                                                                  | 10.77    |
| 200 m                        | Andrea Colombo · Itália                                              | 21.14    | Joakim Öhman · Suécia                                                               | 21.14    | Maurizio Checcucci · Itália                                                               | 21.24    |
| 400 m                        | Guy Bullock · Reino Unido                                            | 46.13    | Rikard Rasmusson · Suécia                                                           | 46.84    | Valentin Kulbatskiy · Ucrânia                                                             | 46.88    |
| 800 m                        | Andrzej Zahorski · Polónia                                           | 1:53.49  | Vladimir Gorelyov · Rússia                                                          | 1:53.81  | David Matthews · Irlanda                                                                  | 1:54.00  |
| 1.500 m                      | Reyes Estévez · Espanha                                              | 3:45.00  | Javier Rodríguez · Espanha                                                          | 3:46.33  | Massimo Pegoretti · Itália                                                                | 3:47.07  |
| 5.000 m                      | Vener Kashayev · Rússia                                              | 13:54.32 | Mounir Khelil · França                                                              | 14:08.47 | Arnaud Crepieux · França                                                                  | 14:10.71 |
| 10.000 m                     | Ricardo Fernández · Espanha                                          | 29:37.75 | Valeriy Kuzman · Rússia                                                             | 29:40.00 | Aleksey Sobolev · Rússia                                                                  | 29:41.68 |
| 3.000 m com obstáculo        | Adam Dobrzyński · Polónia                                            | 8:44.71  | Stefano Ciallella · Itália                                                          | 8:51.46  | Pascal Garin · França                                                                     | 8:52.68  |
| 110 m com barreiras          | Robin Korving · Países Baixos                                        | 13.85    | Tibor Bédi · Hungria                                                                | 14.06    | Frank Busemann · Alemanha                                                                 | 14.21    |
| 400 m com barreiras          | Carlos Silva · Portugal                                              | 50.27    | Francesco Ricci · Itália                                                            | 51.04    | Noel Levy · Reino Unido                                                                   | 51.47    |
| 10 km marcha atlética        | Michele Didoni · Itália                                              | 40:05.62 | Dmitriy Yesipchuk · Rússia                                                          | 40:26.08 | Heiko Valentin · Alemanha                                                                 | 40:37.78 |
| Revezamento 4 x 100 metros   | Reino Unido · Allyn Condon · Danny Joyce · Paul Bolton · Ejike Wodu  | 40.01    | França · Guillaume Pihery · Olivier Arnaud · Christoph Colombo · Needy Guims        | 40.03    | Ucrânia · Vitaly Seniv · Valentin Kulbatskiy · Vyacheslav Kabanov · Kostyantyn Rurak      | 40.21    |
| Revezamento 4 x 400 metros   | Reino Unido · Nick Budden · Allyn Condon · Paul Slythe · Guy Bullock | 3:07.39  | Alemanha · Ulrich Schnorrenberger · Axel Weyhing · Jens Dautzenberg · Marco Seidler | 3:08.39  | Polónia · Marcin Trelka · Przemysław Sznurkowski · Krzysztof Mehlich · Piotr Rysiukiewicz | 3:08.75  |
| Salto em altura              | Aleksandr Zhuravlyov · Ucrânia                                       | 2.21     | Vyacheslav Voronin · Rússia                                                         | 2.18     | Tomáš Janků · Chéquia                                                                     | 2.18     |
| Salto com vara               | Khalid Lachheb · França                                              | 5.40     | Taoufik Lachheb · França                                                            | 5.35     | Viktor Chistyakov · Rússia                                                                | 5.35     |
| Salto em distância           | Carl Howard · Reino Unido                                            | 7.76     | Kenneth Kastrén · Finlândia                                                         | 7.61     | Yassin Guellet · Bélgica                                                                  | 7.59     |
| Salto triplo                 | Paolo Camossi · Itália                                               | 16.41    | Rostislav Dimitrov · Bulgária                                                       | 16.35    | Larry Achike · Reino Unido                                                                | 16.31    |
| Arremesso de peso (6 kg)     | Manuel Martínez Gutiérrez · Espanha                                  | 19.02    | Elias Louka · Chipre                                                                | 18.48    | Arsi Harju · Finlândia                                                                    | 17.82    |
| Arremesso de disco (1,75 kg) | Leonid Cherevko · Bielorrússia                                       | 54.98    | Timo Sinervo · Finlândia                                                            | 54.30    | Mika Loikkanen · Finlândia                                                                | 54.26    |
| Lançamento de martelo        | Vadim Burakov · Bielorrússia                                         | 67.16    | Sergey Kochetkov · Ucrânia                                                          | 66.04    | Vadim Khersontsev · Rússia                                                                | 65.44    |
| Arremesso de dardo (6 kg)    | Dimítrios Polymerou · Grécia                                         | 72.80    | Matti Närhi · Finlândia                                                             | 71.74    | Jörg Tobisch · Alemanha                                                                   | 70.24    |
| Decatlo                      | Christer Holger · Suécia                                             | 7534     | Jan Poděbradský · Chéquia                                                           | 7396     | Stefan Vogt · Alemanha                                                                    | 7338     |

### Feminino
| Evento                       | Ouro                                                                             | Ouro     | Prata                                                                                      | Prata    | Bronze                                                                         | Bronze   |
| ---------------------------- | -------------------------------------------------------------------------------- | -------- | ------------------------------------------------------------------------------------------ | -------- | ------------------------------------------------------------------------------ | -------- |
| 100 m                        | Hana Benešová · Chéquia                                                          | 11.56    | Katharine Merry · Reino Unido                                                              | 11.58    | Oksana Dyachenko · Rússia                                                      | 11.66    |
| 200 m                        | Katharine Merry · Reino Unido                                                    | 23.35    | Hana Benešová · Chéquia                                                                    | 23.53    | Sophia Smith · Reino Unido                                                     | 23.63    |
| 400 m                        | Maria Magdalena Nedelcu · Roménia                                                | 52.24    | Lucie Rangassamy · França                                                                  | 53.16    | Sandra Kuschmann · Alemanha                                                    | 53.17    |
| 800 m                        | Ludmila Formanová · Chéquia                                                      | 2:06.88  | Tytti Reho · Finlândia                                                                     | 2:08.11  | Emilie Neveu · França                                                          | 2:08.13  |
| 1.500 m                      | Marta Domínguez · Espanha                                                        | 4:17.26  | Elena Cosoveanu · Roménia                                                                  | 4:17.53  | Anne Bruns · Alemanha                                                          | 4:20.02  |
| 3.000 m                      | Gabriela Szabo · Roménia                                                         | 8:50.97  | Annemari Sandell · Finlândia                                                               | 8:51.22  | Denisa Costescu · Roménia                                                      | 9:13.03  |
| 10.000 m                     | Patrizia Ritondo · Itália                                                        | 34:26.06 | Filiya Shemeyeva · Rússia                                                                  | 34:27.13 | Lyudmila Biktasheva · Rússia                                                   | 34:28.04 |
| 100 m com barreiras          | Diane Allahgreen · Reino Unido                                                   | 13.42    | Katja Fust · Alemanha                                                                      | 13.55    | Sophie Marrot · França                                                         | 13.69    |
| 400 m com barreiras          | Ionela Tîrlea · Roménia                                                          | 56.43    | Anita Oppong · Alemanha                                                                    | 57.90    | Lana Jekabsone · Letônia                                                       | 58.07    |
| 5 km marcha atlética         | Susana Feitór · Portugal                                                         | 21:21.80 | Natalya Trofimova · Rússia                                                                 | 21:39.75 | Irina Stankina · Rússia                                                        | 21:49.65 |
| Revezamento 4 x 100 metros   | Reino Unido · Diane Allahgreen · Katharine Merry · Sophia Smith · Debbie Mant    | 44.31    | França · Sylvie Jalinier · Gwenolee Helbert · Delphine Combe · Sylviane Félix              | 44.38    | Alemanha · Sandra Roos · Birgit Brodbeck · Carmen Bertmaring · Gabriele Becker | 44.60    |
| Revezamento 4 x 400 metros   | Alemanha · Susanne Merkel · Andrea Bornscheuer · Anita Oppong · Sandra Kuschmann | 3:33.91  | Rússia · Tatyana Borisova · Yekaterina Struzhkina · Yekaterina Leshchova · Yuliya Zvyagina | 3:39.76  | França · Marie Gagneur · Xavier Dufourt · Mona Lahouassa · Lucie Rangassamy    | 3:41.53  |
| Salto em altura              | Sabrina De Leeuw · Bélgica                                                       | 1.89     | Desislava Aleksandrova · Bulgária                                                          | 1.89     | Natalya Shimon · Ucrânia                                                       | 1.86     |
| Salto em distância           | Erica Johansson · Suécia                                                         | 6.56     | Olga Rublyova · Rússia                                                                     | 6.44     | Cristina Nicolau · Roménia                                                     | 6.44     |
| Salto Triplo                 | Yelena Lysak · Rússia                                                            | 13.86    | Natalya Klimovets · Bielorrússia                                                           | 13.65    | Irina Melnikova · Rússia                                                       | 13.53    |
| Arremesso de peso (6 kg)     | Marika Tuliniemi · Finlândia                                                     | 17.93    | Nadine Kleinert · Alemanha                                                                 | 17.07    | Corrie de Bruin · Países Baixos                                                | 16.76    |
| Arremesso de disco (1,75 kg) | Corrie de Bruin · Países Baixos                                                  | 55.30    | Viktoriya Boyko · Ucrânia                                                                  | 53.14    | Lyudmila Starovoytova · Bielorrússia                                           | 52.02    |
| Lançamento de dardo          | Mikaela Ingberg · Finlândia                                                      | 56.64    | Kirsty Morrison · Reino Unido                                                              | 55.92    | Ewa Rybak · Polónia                                                            | 54.80    |
| Heptatlo                     | Kathleen Gutjahr · Alemanha                                                      | 5650     | Karin Specht · Alemanha                                                                    | 5548     | Lyudmila Mashchenko · Rússia                                                   | 5432     |

## Quadro de medalhas
| Ordem | País          | Medalha de ouro | Medalha de prata | Medalha de bronze | Total |
| ----- | ------------- | --------------- | ---------------- | ----------------- | ----- |
| 1     | Reino Unido   | 8               | 1                | 4                 | 13    |
| 2     | Itália        | 4               | 2                | 2                 | 8     |
| 3     | Espanha       | 4               | 1                | 0                 | 5     |
| 4     | Roménia       | 3               | 1                | 2                 | 6     |
| 5     | Rússia        | 2               | 8                | 6                 | 16    |
| 6     | Alemanha      | 2               | 7                | 7                 | 16    |
| 7     | Finlândia     | 2               | 5                | 2                 | 9     |
| 8     | Chéquia       | 2               | 2                | 1                 | 5     |
| 9     | Suécia        | 2               | 2                | 0                 | 4     |
| 10    | Bielorrússia  | 2               | 1                | 1                 | 4     |
| 11    | Países Baixos | 2               | 0                | 1                 | 3     |
| 12    | Polónia       | 2               | 0                | 2                 | 4     |
| 13    | Portugal      | 2               | 0                | 0                 | 2     |
| 14    | França        | 1               | 5                | 5                 | 11    |
| 15    | Ucrânia       | 1               | 2                | 3                 | 6     |
| 16    | Bélgica       | 1               | 0                | 1                 | 2     |
| 17    | Grécia        | 1               | 0                | 0                 | 1     |
| 18    | Bulgária      | 0               | 2                | 0                 | 2     |
| 19=   | Chipre        | 0               | 1                | 0                 | 1     |
| 19=   | Hungria       | 0               | 1                | 0                 | 1     |
| 21=   | Irlanda       | 0               | 0                | 1                 | 1     |
| 21=   | Letônia       | 0               | 0                | 1                 | 1     |